# Chambrey
Chambrey é uma comuna francesa na região administrativa do Grande Leste, no departamento de Mosela. Estende-se por uma área de 14.39 km², e possui 331 habitantes, segundo o censo de 2018, com uma densidade de 23 hab/km².